# کنفرانس برتون وودز

کنفرانس

کنفرانس برتون وودز (به انگلیسی: Bretton-Woods Conference) در ژوئیه ۱۹۴۴ برای تعیین ساختار و نظم اقتصادی جهان پس از جنگ جهانی دوم بر پایه سیستم آمریکایی اقتصاد آزاد جهانی شکل گرفت. ایالات متحده آمریکا پس از جنگ جهانی دوم به عنوان قدرت برتر نظامی و اقتصادی و سیاسی مطرح شد و سیستم اقتصادی جهان بر اساس اندیشه‌های هری دکستر وایت و جان مینارد کینز شکل گرفت.

## اصول
اصول برتون وودز شامل موارد زیر می‌شد:
1. التزام به تجارت بر اساس اندیشه‌های لیبرالیسم با گفتگو در مورد مواردی که قبلاً توافق نشده‌است
2. توافق در مسائل جاری برای گسترش تجارت آزاد
3. موافقت برای ثابت نگه داشتن مبادلات مالی و ارزش پول

## اهداف کنفرانس
این کنفرانس دارای دو هدف اصلی: نرخ ثابت سیستم پولی بین‌المللی و ایجاد رژیم مبادله بود.
1. هدف نخست قاعده‌مندکردن و وحدت رویه اقدامات بانک جهانی و صندوق بین‌المللی پول و بعدها موافقت‌نامه عمومی تعرفه و تجارت بود.
2. هدف دوم کنفرانس پیگیری ثبات کینزی و سیاست‌های رفاه اجتماعی است.

## پیامدها
در سیستم برتون وودز محدودیت‌هایی وجود داشت که پس از جنگ جهانی آشکار شد. با رشد اقتصادی کشورهای اروپایی و ژاپن و سایر مناطق و رکود اقتصادی آمریکا در دهه ۱۹۷۰ (میلادی) باعث شد آمریکا پشتیبانی خود را از سیستم برتون وودز بردارد و برابری قیمت دلار و طلا از بین رفت و دلار مبنی قرار گرفت. موافقت‌نامه عمومی تعرفه و تجارت کم‌کم تبدیل به سازمان تجارت جهانی شد که رویکرد تازه‌ای را در اقتصاد جهانی داشت.